# Rancourt-sur-Ornain
 Rancourt-sur-Ornain  là một xã thuộc tỉnh Meuse trong vùng Grand Est đông nam nước Pháp. Xã này nằm ở khu vực có độ cao trung bình 120 mét trên mực nước biển.